# Naticarius stercusmuscarum
Naticarius stercusmuscarum (denominada, em inglês, fly-specked moon snail; em espanhol, caracol de luna punteado; em francês, natice mille-points; em italiano, lunasse; no século XX ainda cientificamente denominada Natica millepunctata ou Natica stercusmuscarum) é uma espécie predadora de molusco gastrópode marinho do leste do oceano Atlântico, nas costas do mar Mediterrâneo europeu até o noroeste da África; pertencente à família Naticidae da ordem Littorinimorpha. Foi classificada por Johann Friedrich Gmelin, em 1791, com o nome Nerita stercusmuscarum (no gênero Nerita), na obra linneniana Systema Naturae.

## Descrição da concha e hábitos
Concha globosa e com ampla volta terminal, de abertura semicircular e de interior puxado para o castanho; com coloração externa branca a amarelada, com diversas manchas pontuais castanhas ou castanho-avermelhadas sobre a sua superfície alisada. Espiral baixa e com pouco mais de 5.5 centímetros de comprimento, quando desenvolvida. Umbílico visível e amplo. Lábio externo fino. Opérculo calcário, fechando totalmente a abertura.
A espécie vive em águas da zona nerítica até os 10 metros de profundidade.

## Etimologia destercusmuscarum
A tradução portuguesa do seu epíteto específico latino, stercusmuscarum, é "moscas de esterco" e advém do tom mosqueado (cheio de pequenas manchas, como moscas) da padronagem de sua concha.